# Gleneonupserha
Gleneonupserha – rodzaj chrząszczy z rodziny kózkowatych i podrodziny zgrzypikowych.

## Zasięg występowania
Przedstawiciele tego rodzaju występują w Afryce Wschodniej i Środkowej.

## Systematyka
Do Gleneonupserha należą 3 gatunki:
- Gleneonupserha elongata
- Gleneonupserha vaga
- Gleneonupserha vitticollis